# Eton College

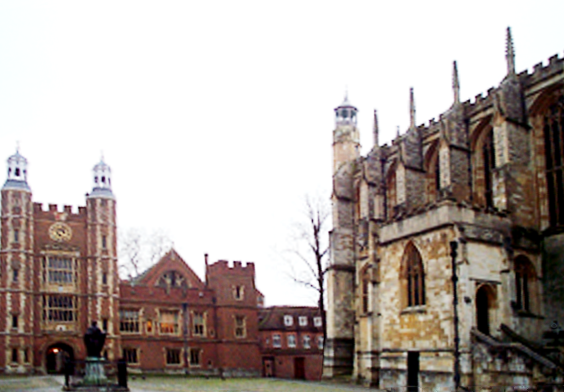
Eton College: o quadrângulo.

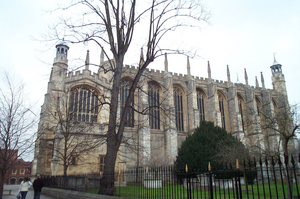
Eton College: capela.

Eton College comumente conhecido apenas como Eton e fundado sob o nome de King's College of Our Lady of Eton beside Windsor é uma escola interna para rapazes, fundada em 1440 por Henrique VI da Inglaterra (privada e independente). Educa mais de 1 300 alunos, com idades entre 13 e 18 anos. Embora seja chamada escola pública, no Reino Unido tal nomenclatura refere-se predominantemente a escola particular.
Eton College localiza-se em Eton, Berkshire (tradicionalmente parte de Buckinghamshire), perto de Windsor, Inglaterra, apenas uma milha ao norte do Castelo de Windsor. É uma das nove originais public schools inglesas que foram definidas pela Acta das Escolas Públicas de 1868. 
Tem uma longa lista de alunos e ex-alunos famosos, incluindo 19 ex-primeiros-ministros britânicos, o príncipe William e o seu irmão príncipe Harry, o ator, ganhador do Oscar 2015, Eddie Redmayne também é um ex-aluno.
A escola é membro do Grupo Eton de escolas independentes no Reino Unido, e seu diretor, Anthony R M Little, é um membro da Conferência de Diretores e Diretoras.
Eton é sinónimo do elitismo britânico, com anuidades que beiram as 35 000 libras esterlinas.

## História
Eton College foi fundada em 1440 pelo rei Henrique VI, como uma escola de caridade para proporcionar educação gratuita para setenta estudantes pobres que então iriam para o King's College (Cambridge), uma faculdade constituinte da Universidade de Cambridge, fundada também pelo rei em 1441. Henrique pegou metade dos letrados e o diretor de Winchester College, fundada por William de Wykeham em 1382. Eton é modelada a partir de Winchester e tornou-se popular no século XVII. 
Quando Henrique VI fundou a escola, assegurou-lhe um grande número de dotações, incluindo uma valiosa propriedade, um projeto para edifícios formidáveis (Henrique queria que a nave da capela de Eton fosse a mais longa de toda a Europa) e muitas relíquias religiosas. Ele inclusive persuadiu o então Papa a conceder privilégios jamais vistos em qualquer lugar da Inglaterra: o direito de outorgar indultos a penitentes no Festival de Assunção.
Entretanto, quando Henrique VI foi deposto por Eduardo IV em 1461, o sucessor anulou todas as concessões à escola e transferiu a maioria de seus tesouros para a Capela de St. George, no outro lado do rio Tâmisa. Uma lenda conta que Jane Shore, amante de Eduardo, interveio para salvar a escola, mas o legado real e o apoio eram muito reduzidos. A construção da Capela, que originalmente pretendia ter dezessete ou dezoito tramos (hoje só há oito), foi interrompida quando Henrique foi deposto, e apenas o coro estava completo. O anterior diretor de Winchester College, William Waynflete, então construiu a ante-capela, a qual termina a Capela hoje.
Como a escola teve sua receita reduzida enquanto uma boa parte dela ainda estava em construção, dependeu da generosidade de ricos benfeitores para sua conclusão e progresso. Muitos desses doadores foram honrados quando os prédios da escola receberam seus nomes. A torre central de Eton, que é considerada sua imagem mais famosa, recebeu o nome de Roger Lupton.
No século XIX, o arquiteto John Shaw Jr. (1803–70) projetou novas partes do colégio, que proporcionaram melhor acomodação para os estudantes.

## Curiosidades
- A escola é mencionada no livro Harry Potter e a Câmara Secreta, por Justino Finch-Fletchley.
- A escola é mencionada no conto "William Wilson" de Edgar Allan Poe.
- A escola é mencionada nas sagas "Os Bridgertons" e "Quarteto Smythe-Smith" de Julia Quinn.
- A escola é mencionada nos livros de Sarah McLean também.
- A escola é mencionada no livro "Raptada por um conde" de Stephanie Laurens.
- A escola é mencionada no livro "Queda de Gigantes", primeiro livro da Trilogia do Século de Ken Follett.
- A escola é mencionada no livro "O Retrato de Dorian Gray", de Oscar Wilde, como o lugar onde Lord Henry Wotton estudou.